# Картрайт, Уильям
Вильям Картрайт (англ. William Cartwright; 1611—1643) — английский поэт, уроженец города Нортуэй, графство Глостершир.
Сочинял главным образом стихи «по случаю», панегирики королю и членам королевской фамилии, посвящения дамам, аристократии и поэтам, лёгкие любовные излияния. Среди современников пользовался большой славой; когда в 1651 вышло собрание его сочинений, оно было сопровождено 56 похвальными отзывами лучших писателей того времени. Кроме стихотворений, собранных в одном томе, Картрайт написал три «трагикомедии»: «The Royal Slave», «The Lady Errant» и «The Siege, or Love’s Convert».